# Ferrovia Centro-Atlântica S.A.
A Ferrovia Centro Atlântica, mais conhecida como FCA, é uma concessionária de ferrovias que opera parte da malha privatizada da RFFSA, composta das seguintes superintendências regionais: SR-2 com sede em Belo Horizonte; SR-8 com sede em Campos dos Goytacazes; e SR7, com sede em Salvador. Através de negociação com a Ferroban, assumiu parte da Malha Paulista da antiga Fepasa. Foi criada no dia 1 de setembro de 1996 e atualmente pertence a VLI Multimodal.[carece de fontes?]

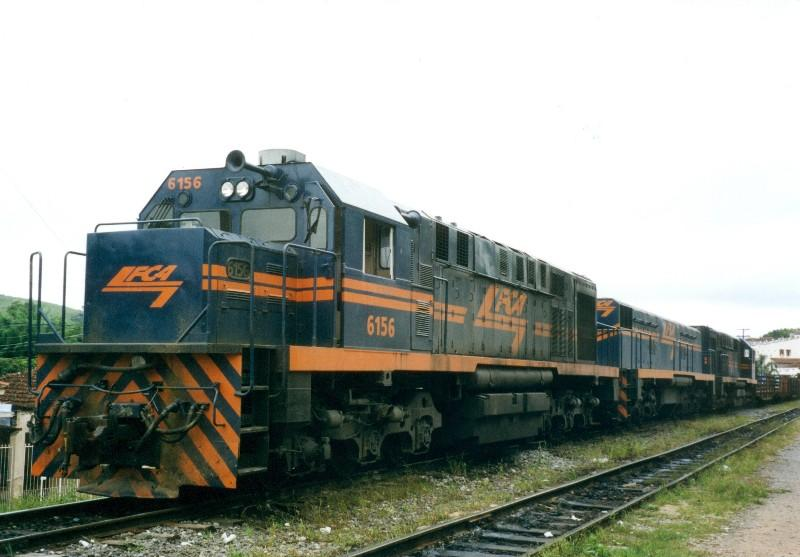
Locomotiva EMAQ MX620 no primeiro esquema de cores da FCA em operação no município de Andrelândia, MG

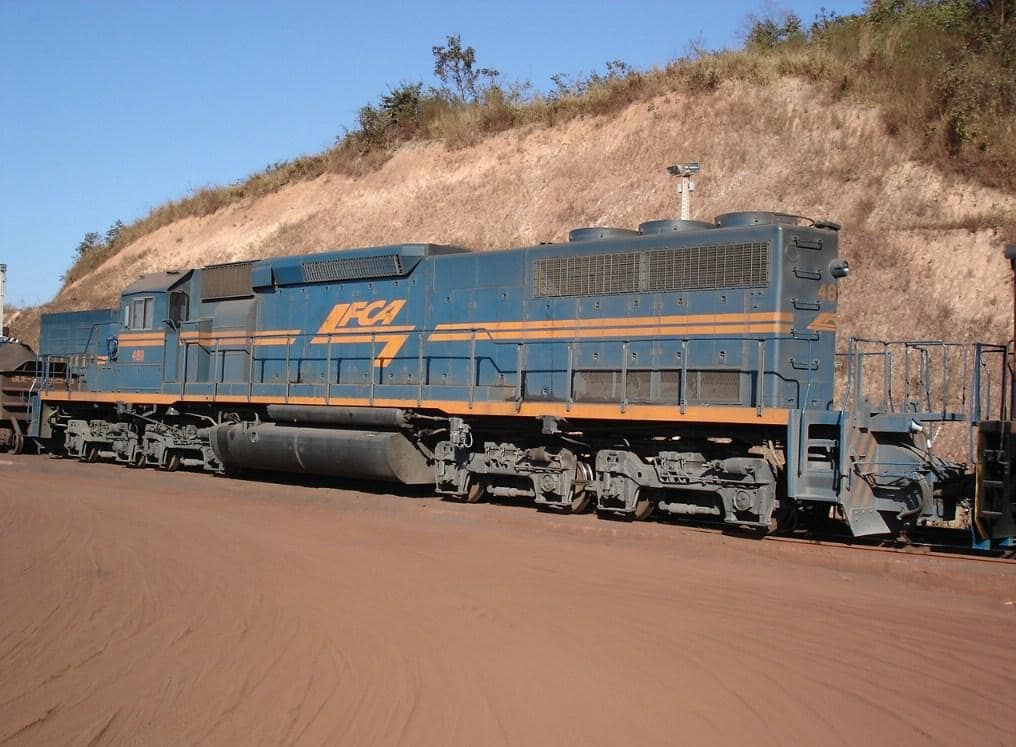
Locomotiva EMD BB40-2 no primeiro esquema de cores da FCA realizando carregamento de minério em Azurita, MG

## História
Oriunda da antiga Rede Ferroviária Federal (RFFSA), a FCA foi criada a partir do Programa Nacional de Desestatização. Entre 2003 e 2011, a FCA fez parte do Grupo Vale e de 2011 em diante passou a fazer parte da VLI. 

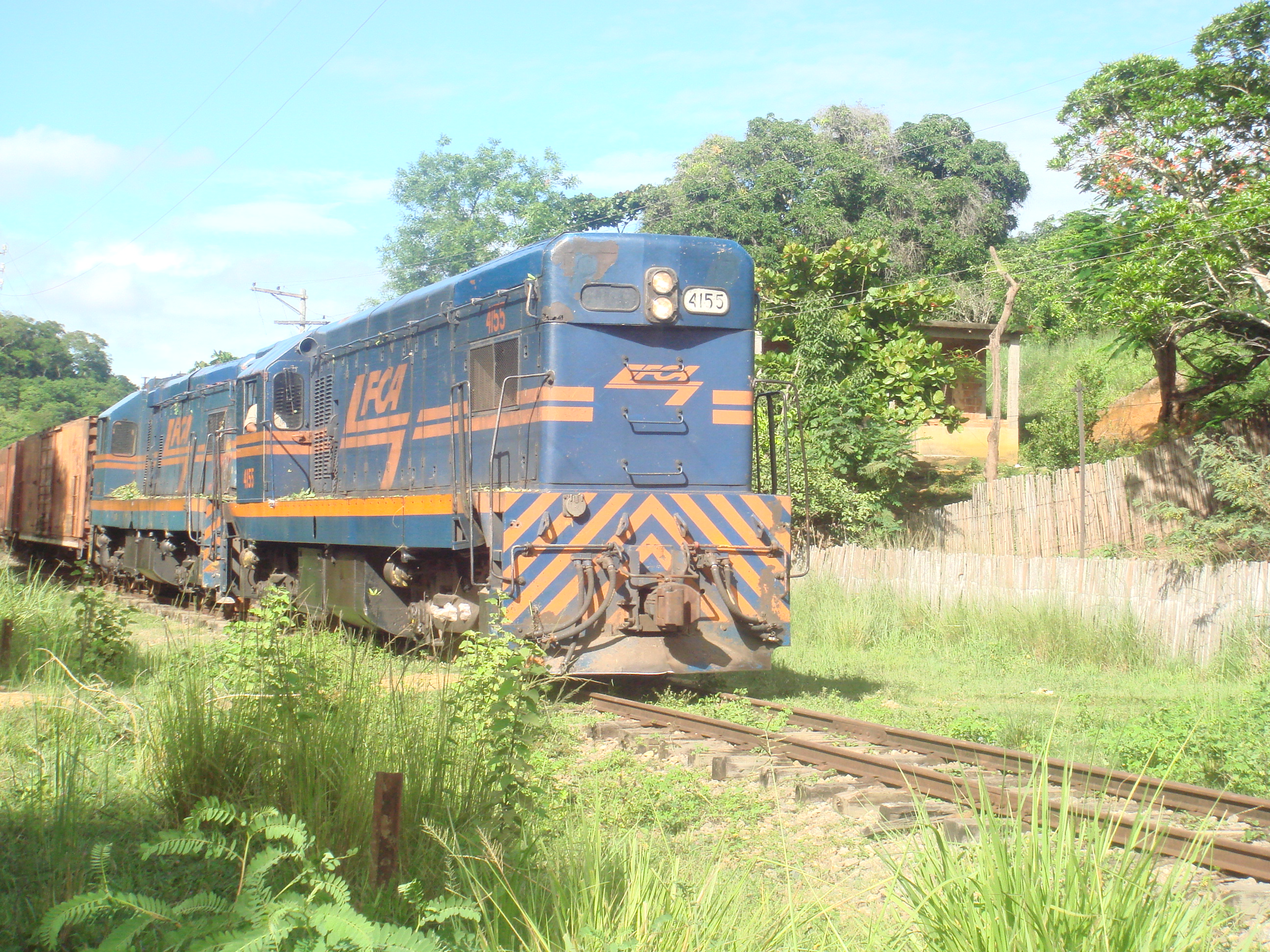
Trem cargueiro da FCA, trafegando por Três Irmãos com a antiga identidade visual da empresa, Rio de Janeiro.

### Cronologia
1992A RFFSA é incluída no Programa Nacional de Desestatização do governo federal.[carece de fontes?]
1996Surge a FCA, com a operação do trecho correspondente à antiga Malha Centro-Leste Brasileira (7.080 km de trilhos em bitola métrica e mista): SR2 (Belo Horizonte), SR7 (Salvador) e SR8 (Campos).
1998Em um acordo no processo de concessão da Malha Paulista (antiga Fepasa), vencido pela Ferroban, o trecho entre Campinas (SP) e Uberlândia (MG) que faz parte do Corredor de Exportação Araguari-Santos, passa para o controle da Ferrovia Centro-Atlântica (FCA).[carece de fontes?]
1999Alteração no grupo de controle da FCA. A Companhia Vale do Rio Doce (VALE) adquire um percentual do controle acionário da empresa. A Companhia Siderúrgica Nacional também é acionista.
2003Ocorreu em 2003 a saída da CVRD do bloco de controle da CFN, através de troca de ações com a CSN envolvendo a Ferrovia Centro-Atlântica e o TECON. Essa troca acionaria foi aprovada pelo CADE em 2006.
2008Lançamento da nova logomarca da FCA.[carece de fontes?]
2011Criação da VLI Logística, reunindo todos os ativos de logística da Vale.
2014Em abril 2014 a Vale concluiu a venda de 20% e 15,9% da VLI para, respectivamente, Mitsui e FI-FGTS. Em agosto foi a vez da Brookfield Asset Management arrematar 26,5% da VLI, tirando a Vale do controle da mesma. Deste ponto em diante a empresa passou a criar cultura própria e seu próprio sistema de governança.
2019Em novembro de 2019, a VLI faz acordo extrajudicial com o Ministério Público Federal (MPF), em que se compromete a pagar R$ 1,2 bilhão em indenização aos cofres do Tesouro Nacional, pelo período de cinco anos, como compensação pelos danos causados pelo descumprimento de cláusulas contratuais em contratos de concessão pública ferroviária que a FCA celebrou com a Agência Nacional de Transportes Terrestres (ANTT).
2021Relatório da ANTT classifica a administração da FCA pela VLI Multimodal S.A, concessionária que gerencia esta ferrovia desde 1996, como um “prejuízo à coisa pública”, pois ela concentrou 90% da sua operação em somente 2.341 km dos 7.094 km totais da ferrovia e estaria reduzindo a cada ano a quantidade de seus clientes regulares.
2024
A FCA movimentou 32,5 milhões de toneladas, em especial minério de ferro (7,1 milhões), açúcar (6,9 milhões), soja (6,3 milhões), calcário (1,7        milhão), fertilizantes (1,5 milhão), bauxita (1,3 milhão), milho (1,1 milhão), enxofre (811 mil), Areia (621 mil), ferro gusa (571 mil), celulose (495 mil), farelo de soja (463 mil) clínquer (433 mil), dolomita (365 mil), cromita (318 mil), contêineres (315 mil), magnesita (275 mil), combustíveis (240 mil), dentre outras cargas. 

## Projetos

### Projeto Noroeste de Minas Gerais
Em 2009, a FCA desenvolveu o projeto de criação de um corredor de exportação entre o Terminal de Pirapora (MG) e o Terminal de Produtos Diversos no Complexo Portuário de Tubarão, em Vitória (ES). O novo corredor permitiu maior competitividade e aumento da produção local de soja, milho, álcool e açúcar e do consumo de insumos como fertilizantes, defensivos e sementes, gerando mais renda e investimento para o Novo Corredor para exportação Centro-Leste.

### Projeto Litorânea Sul
O outro grande projeto é o da construção da Variante Ferroviária Litorânea Sul (VFLS), que prevê uma nova ferrovia entre Cariacica e Cachoeiro do Itapemirim, no Espírito Santo, com 165 quilômetros de extensão e com um ramal que dá acesso ao polo industrial e de serviços de Anchieta. O novo trecho vai substituir o trecho ferroviário acidentado entre as duas cidades pelo interior capixaba.[carece de fontes?]
Em 2007, a FCA aplicou recursos no projeto básico de engenharia e deu início ao processo de licenciamento ambiental. Em novembro, oito audiências públicas foram organizadas para que se conseguisse a anuência das populações das 11 cidades que serão cortadas pelo novo trecho ferroviário. Foi a primeira etapa de licenciamento ambiental da obra.[carece de fontes?]

## Responsabilidade social
O Cidadania nos Trilhos é o mais importante projeto de relacionamento externo da Logística.  Tem como objetivo compartilhar com as comunidades próximas à linha férrea os cuidados necessários para uma convivência segura com o trem.[carece de fontes?]
Em cada município a busca unir esforços com igrejas, órgãos públicos, ONG´s, fundações, associações e entidades de classe, oferecendo parceria em iniciativas já existentes ou construindo propostas em conjunto.[carece de fontes?]
Com as instituições de ensino da Rede Pública, o foco está na construção de projetos pedagógicos cujos temas estejam relacionados à convivência segura com a ferrovia. Para a elaboração dos projetos são distribuídos materiais didáticos. Desde seu início, o Cidadania nos Trilhos formou 443 educadores e envolveu diretamente mais de 43 mil alunos.[carece de fontes?]
O Programa Cidadania nos Trilhos foi premiado pela Aberje, em 2006, como o principal programa de relacionamento com comunidades do Brasil.[carece de fontes?]

### Patrimônio cultural

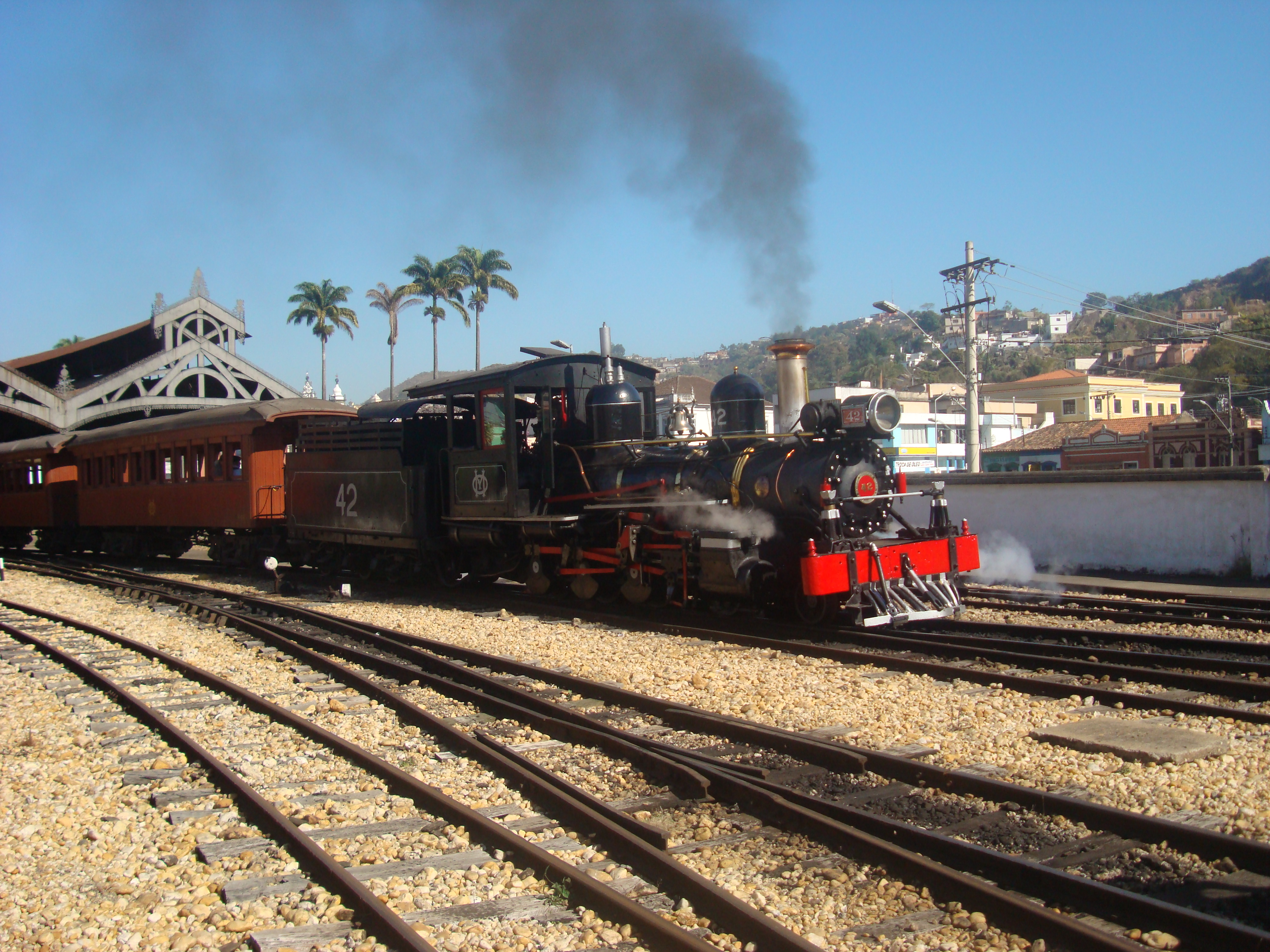
Locomotiva nº 42 da EFOM na Estação de São João del-Rei.

Desde 2001, a FCA é a empresa responsável pela manutenção e operação da Estrada de Ferro Oeste de Minas. Este complexo ocupa uma área de 35.000 m2, sendo o maior centro de preservação da memória histórica ferroviária nacional e um dos mais importantes do mundo.[carece de fontes?]
Além disso, em maio de 2006, foi inaugurado o Trem da Vale, cuja operação é de responsabilidade da Ferrovia Centro-Atlântica , ligado à Fundação Vale, uma vez que a mineradora era controladora da FCA.